# Cour d'appel du Yukon
La cour d'appel du Yukon (Court of Appeal of Yukon en anglais) est la plus haute cour d'appel du Yukon au Canada. Elle juge les appels en affaires criminelles et civiles de la Cour suprême du Yukon et de la Cour territoriale du Yukon. Elle siège à Whitehorse et à Vancouver. Généralement, les cas sont jugés par trois juges.
La cour d'appel du Yukon est composée des juges de la Cour d'appel de la Colombie-Britannique ainsi que de juges du Yukon, des Territoires du Nord-Ouest et du Nunavut. Le juge en chef de la cour d'appel de la Colombie-Britannique agit également en tant que juge en chef de la cour d'appel du Yukon.

## Annexe